# Detecció síncrona

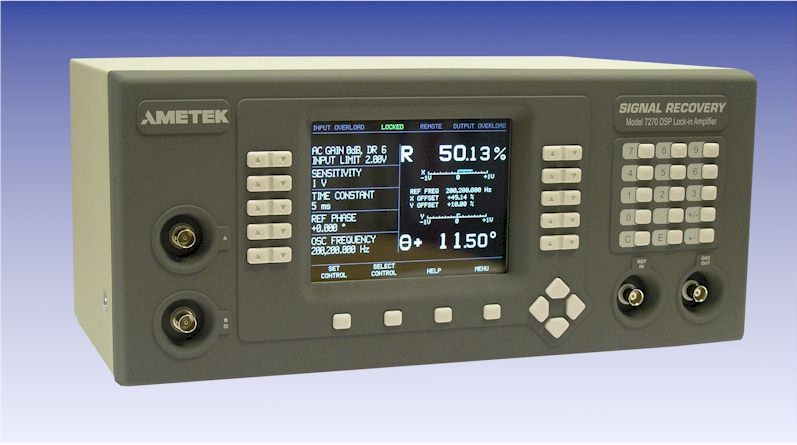
Un amplificador de detecció síncrona.

La detecció síncrona és una tècnica de processament de senyals heterodins que permet extreure senyals de baixa amplitud, però de banda estreta, ofegats per un gran soroll de banda ampla, multiplicant el senyal per un senyal sinusoidal de freqüència propera a la de la freqüència mitjana a detectar. També anomenada demodulació coherent, es pot definir com un canvi de freqüència (que implica longitud d'ona) dut a terme sobre una ona portadora preexistent.
Es fa mitjançant un instrument anomenat amplificador de detecció síncrona (en anglès Lock-in amplifier).

## Principi de detecció síncrona
La detecció síncrona utilitza la propietat de l’ ortogonalitat de les funcions sinusoidals. Tenint un senyal de la forma {\displaystyle u_{s}(t)=U_{s}\sin {(2\pi f_{s}t+\phi _{s})}} i una portadora sinusoidal de la forma {\displaystyle u_{c}(t)=U_{c}\sin {(2\pi f_{c}t+\phi _{c})}}. En multiplicar aquestes dues funcions, es té en compte la identitat trigonomètrica {\displaystyle \sin {(a)}\sin {(b)}={\frac {1}{2}}\left(\cos {(a-b)}-\cos {(a+b)}\right)} :
{\displaystyle u_{s}(t)u_{c}(t)={\frac {U_{s}U_{c}}{2}}\left(\cos {(2\pi (f_{s}-f_{c})t+\theta )}-\cos {(2\pi (f_{s}+f_{c})t+\Theta )}\right)} ,
amb {\displaystyle \theta =\phi _{s}-\phi _{c}} desplaçament de fase entre el senyal i la portadora, i {\displaystyle \Theta =\phi _{s}+\phi _{c}} .
Si el senyal així multiplicat per la portadora s'integra en un període T molt superior al del senyal o de la portadora, el valor resultant només serà diferent de zero si {\displaystyle f_{c}=f_{s}} i que la fase del senyal no és aleatòria, sent igual el valor continu obtingut {\displaystyle U_{sortie}={\frac {U_{s}U_{c}}{2}}\cos {\theta }}
A causa de la naturalesa aleatòria de la fase de qualsevol component del soroll, només el component del senyal de freqüència "útil" {\displaystyle f_{s}=f_{c}} s'extreurà mitjançant aquest procés.
Si el senyal és a baixa freqüència, es pot modular prèviament a la freqüència f p mitjançant un dispositiu adequat, de manera que no estigui soroll en 1 / f.

## Implementació pràctica
Un amplificador de detecció síncrona (en anglès : amplificador lock-in) permet implementar els principis de detecció síncrona. El senyal s'amplifica a l'entrada, i després es multiplica amb el de la portadora, que pot provenir d’un oscil·lador intern o d’una font externa. Un filtre de pas baix amb una freqüència de tall variable fa possible la integració.

## Detecció síncrona digital
La majoria de procediment de detecció síncrona actual es basen en sistemes de processament digital del senyal d'alt rendiment (DSP). Durant els darrers 20 anys, les deteccions síncrones digitals han substituït els models analògics de tot el rang de freqüències, cosa que permet als usuaris realitzar mesures fins a freqüències de 600 MHz. Els problemes inicials de les primeres deteccions síncrones digitals, per exemple, la presència de soroll de rellotge digital als connectors d’entrada, es podrien eliminar completament mitjançant l’ús de components electrònics millorats i un millor disseny de l’instrument. Les deteccions síncrones digitals actuals superen els models analògics en tots els criteris de rendiment rellevants, com ara el rang de freqüències, el soroll d’entrada, l'estabilitat i la reserva dinàmica. A més d’un millor rendiment, les deteccions síncrones digitals poden incloure diversos desmoduladors, que permeten analitzar simultàniament un senyal amb diferents paràmetres de filtre o múltiples freqüències. A més a més, les dades experimentals es poden analitzar amb eines de processament de senyals com ara un oscil·loscopi, un analitzador d’espectre FFT, un integrador Boxcar o proporcionar cicles de servei mitjançant controladors PID interns. Alguns models de deteccions sincrones digitals són controlades per ordinador i tenen una interfície gràfica dedicada (per exemple mitjançant un navegador d’Internet, independent del sistema operatiu) i una àmplia selecció d’interfícies de programació.

## Aplicacions
Com que la mesura de senyals febles està cada vegada més estesa en molts camps de la física i de l'enginyeria, les aplicacions que poden implicar deteccions síncrones són molt àmplies. Citant només alguns exemples :
- Transport, mesures diferencials com dI / dV o dC / dV
- Modulació làser (sensor mecànic)
- Modulació acústica
- Conductivitat tèrmica 3-omega
- Microscòpia de camp proper (AFM) per a la majoria de modes dinàmics (modes de contacte intermitents, NC-AFM, sonda Kelvin, EFM, ...)
- Oscil·ladors i ressonadors
- Sistema electromecànic de microsistemes (MEMS)